# Al-Hai District
Al-Hai District är ett distrikt i Irak.   Det ligger i provinsen Wasit, i den centrala delen av landet, 200 km sydost om huvudstaden Bagdad.
Följande samhällen finns i Al-Hai District:
- Al Ḩayy